# (677) Aaltje
Pour les articles homonymes, voir Aaltje.
(677) Aaltje est un astéroïde de la ceinture principale découvert le 18 janvier 1909 par l'astronome allemand August Kopff. Sa désignation provisoire était 1909 FR.